# Alexandra Paszkowska
Alexandra Paszkowska, nom d'épouse d'Alexandra Drewes, qui fit carrière aussi avec le nom d'épouse Alexandra Marischka, (née le 10 août 1945 à Warburg) est une photographe et actrice allemande.

## Biographie
Ses parents sont Johannes Drewes et Regine Schmitz. Le 10 juin 1968, elle épouse le réalisateur Franz Marischka à Vienne et est actrice dans ses films, ils divorcent à Munich en juillet 1976. Le 27 juillet 1976, elle épouse le photographe Horst Seppl Ludwig von Weitershausen (né le 14 juin 1947 à Melsungen), ancien époux de Renate Roland et frère de Gila et Barbara von Weitershausen. Elle donne naissance à une fille, Sarah Anna (née le 2 janvier 1976). Elle divorce le 19 décembre 1980. Elle porte le nom de Paszkowska depuis son troisième mariage.
Elle vient à Munich début 1967 et participe à un casting pour la nouvelle version du jeu télévisée Der goldene Schuß avec l'animateur Vico Torriani. Elle y est sélectionnée parmi de nombreux candidats et devient dès lors l'une des trois assistantes qui fait l'annonce des scores des candidats participants.
Elle étudie la comédie au Lee Strasberg Theatre and Film Institute, participe à des pièces de théâtre et des téléfilms en Allemagne et est l'assistante artistique de Maximilian Schell au Salzburger Landestheater sur la pièce Das weiße Land. Au Schauspielhaus Bochum, elle travaille comme assistante artistique de Werner Schroeter sur sa mise en scène de Lucrèce Borgia de Victor Hugo en 1974.
Pour Vogue, elle raconte son expérience avec Lee Strasberg. Pour Der Tagesspiegel, elle relate la dernière nuit de Rainer Werner Fassbinder.
Paszkowska rencontre le danseur japonais et fondateur du groupe Sankai Juku, Ushio Amagatsu et photographie le groupe au château de Neuschwanstein, en Écosse et à New York. Ses photos sont publiées par Schirmer/Mosel Verlag et présentées dans 20 expositions photographiques internationales, notamment à Munich, Stuttgart, New York, Washington D.C., San Francisco, Los Angeles et Berlin. Les photos sont publiées dans de grands magazines tels que Vogue (New York et Allemagne), Stern, Spiegel, Süddeutsche Zeitung, AZ, TZ, Ballet international... Andy Warhol publie ses photos dans son magazine Interview.
Alexandra Paszkowska vit et travaille comme photographe et auteure indépendante à Munich.

## Filmographie
- 1968 : Ein dreifach Hoch dem Sanitätsgefreiten Neumann
- 1969 : Der Mann mit dem goldenen Pinsel (de)
- 1971 : Frei nach Mark Twain: Beinahe ein Künstler (TV)
- 1971 : Dreht euch nicht um – der Golem geht rum (de) (TV)
- 1971 : Der Kommissar: Ende eines Tanzvergnügens
- 1975 : Parapsycho – Spektrum der Angst (sous le nom d'Alexandra Drewes)
- 1975 : Der Kommissar: Mord nach der Uhr
- 1976 : Pariser Geschichten (TV)
- 1979 : Tatort: Ende der Vorstellung (de) (TV)
- 1980 : Ein Abend mit Labiche (TV)